# Le Monstre (série télévisée)
Le Monstre est une série télévisée canadienne en 6 épisodes, diffusée pour la première fois en 2019.

## Fiche technique
- Titre français : Le Monstre
- Réalisation : Patrice Sauvé
- Pays d'origine : Canada
- Date de première diffusion : 2019

## Distribution
- Mehdi Meskar : M
- Rose-Marie Perreault : Sophie
- Maude Demers-Rivard : Victoria
- Éva Tanoni : Lilian
- Macha Limonchik
- Jean-François Pichette